# Come spieghi
Come spieghi è un singolo della cantautrice pop italiana L'Aura, accreditato come L'Aura Abela e pubblicato l'8 ottobre 2010 dall'etichetta discografica Sony.
Il brano è stato scritto dalla stessa L'Aura e prodotto da Dado Parisini. Ha anticipato la pubblicazione dell'EP Sei come me, contenente sei tracce e pubblicato il 29 ottobre successivo.
Per la promozione del brano è stato registrato un video musicale, curato dai registi Marco Salom e Roberto "Saku" Cinardi.

## Tracce
1. Come spieghi – 3:14